# Bom Jesus do Tocantins (kommun i Brasilien, Pará, lat -4,99, long -48,82)
Bom Jesus do Tocantins är en kommun i Brasilien.   Den ligger i delstaten Pará, i den centrala delen av landet, 1 200 km norr om huvudstaden Brasília. Antalet invånare är 15 246.
Följande samhällen finns i Bom Jesus do Tocantins:
- Bom Jesus do Tocantins

Omgivningarna runt Bom Jesus do Tocantins är huvudsakligen savann. Runt Bom Jesus do Tocantins är det mycket glesbefolkat, med 5 invånare per kvadratkilometer.